# Limnodynastes tasmaniensis
Limnodynastes tasmaniensis és una espècie de granota que viu al sud-est d'Austràlia i a l'est de Tasmània.
Cria en corrents d'aigua ocults per la vegetació, on construeix un niu flotant amb una escuma gelatinosa que produeix el seu propi cos, que fixa a plantes emergents i hi fa una posta d'entre 90 i 1350 ous. Els capgrossos triguen de 3 a 5 mesos a desenvolupar-se i 80 o 100 dies després ja es poden reproduir.